# Teillet-Argenty
Teillet-Argenty település Franciaországban, Allier megyében. Lakosainak száma 553 fő (2022. január 1.). Teillet-Argenty Lignerolles, Mazirat, Prémilhat, Quinssaines, Sainte-Thérence, Budelière és Viersat községekkel határos.

## Népesség
A település népessége az elmúlt években az alábbi módon változott:
| Lakosok száma | 528  | 448  | 474  | 511  | 575  | 565  | 556  | 556  | 555  | 553  |
|               | 1968 | 1982 | 1990 | 2006 | 2013 | 2015 | 2017 | 2019 | 2020 | 2022 |